# 坪地街道
坪地街道是中华人民共和国广东省深圳市东北的一个街道，属深圳龍崗區管辖，北邻广东惠州市惠阳区、深惠公路及深惠高速公路橫渡。

## 行政区划
下辖以下地区：
坪地社区、怡心社区、六联社区、年丰社区、四方埔社区、高桥社区、坪东社区、坪西社区和中心社区。